# Śulba-Sūtras
Les Śulba-Sūtras (en sanskrit शुल्बसूत्र) sont des annexes des Vedas décrivant les règles de réalisation des autels sacrificiels pour certains rituels védiques. Ils présentent à cette fin de nombreuses constructions géométriques qui révèlent des connaissances mathématiques élaborées, en particulier celle de ce que nous appelons aujourd'hui le théorème de Pythagore.

## Présentation

### Place dans la littérature védique
Les Śulba-Sūtras font partie des Kalpa-Sūtras, manuels consacrés aux pratiques rituelles védiques formant l'un des six Vedangas (appendices du Veda), et plus précisément des Śrauta-Sūtras, ceux de ces manuels qui traitent des rites sacrificiels.

### Style
Les Śulba-Sūtras sont écrits en sanskrit. Ils sont rédigés en phrases succinctes et difficiles à interpréter appelées sūtras, terme qui signifie littéralement « règle » ou « instruction ». Ces sūtras sont généralement en prose, mais peuvent occasionnellement être en vers.

### Signification du titre
Le titre Śulba-Sūtras vient du mot sūtra et du nom śulba donné aux cordes utilisées pour la réalisation des autels. Il signifie étymologiquement «règles de la corde».

### Liste des Śulba-Sūtras
Les historiens identifient 8 ou 9 Śulba-Sūtras, attribués aux auteurs suivants : Baudhāyana, Mānava, Āpastamba, Kātyāyana, Laugāksi, Varāha, Vādhūla, Hiranyakeśin (et Maitrāyayana). Les quatre premiers forment des traités à part entière, tandis que les autres sont des chapitres des Śrauta-Sūtras correspondant.

### Datation
Les estimations relatives à la datation des Śulba-Sūtras sont incertaines et se fondent uniquement sur des arguments linguistiques (style et grammaire). Ils auraient été composés entre 800 et 200 av. J.-C. Les plus anciens pourraient dater de 800 à 500 av. J.-C., tandis que le dernier serait postérieur à 350 av. J.-C..

## Ancrage dans les pratiques rituelles

### Objectif des Śulba-Sūtras
Les Śulba-Sūtras sont destinés à être utilisés par les familles de brahmanes responsables de père en fils des principaux rites sacrificiels védiques. Ils détaillent la construction en briques des autels et des foyers pour les rites obligatoires et les rites exécutés à des fins spécifiques.
On ne sait cependant pas exactement comment les constructions décrites dans les Śulba-Sūtras étaient réalisées dans la pratique.

### Lien avec la géométrie
Les différents rites védiques décrits dans les Śulba-Sūtras et les différents buts à atteindre par ces rites sont associés à des autels de formes différentes (par exemple un autel en forme de faucon pour atteindre le ciel ou un autel en forme de triangle isocèle pour anéantir des ennemis). Les formes de ces autels doivent être réalisées très précisément et uniquement à l'aide de cordes et de piquets, ce qui nécessite des connaissances géométriques pour les construire.
Il est de plus très fréquent que des autels de formes différentes mais ayant la même aire doivent être construits, un fait que les historiens proposent d'expliquer soit en disant que les autels équivalents doivent être de même surface soit en disant que la même quantité d'énergie sacrée était vue comme pouvant s'incarner de différentes manières. Cette exigence nécessite des techniques de transformation de figures géométriques conservant l'aire.

## Contenu mathématique

### Construction de figures
Les Śulba-Sūtras comportent, dans les descriptions de réalisation d'autels, de nombreuses règles permettant de construire des figures géométriques. Les paragraphes qui suivent en présentent quelques-unes.

#### Tracé d'une ligne Est-Ouest
Tous les autels devant être orientés avec précision, la première construction à réaliser est celle d'une ligne Est-Ouest. Cette construction n'est pas décrite dans les premiers Śulba-Sūtras mais l'est dans celui de Kātyāyana. Elle se fait de la manière suivante :
- fixer un piquet dans le sol,
- tracer avec une corde un cercle autour de ce piquet,
- planter deux autres piquets là où l'ombre du premier rencontre le cercle, le matin et le soir,
- la ligne joignant les deux derniers piquets est alors la ligne Est-Ouest.

#### Tracé d'une médiatrice
À partir de la ligne Est-Ouest peut être tracée une ligne Nord-Sud. Cette construction, qui correspond en termes mathématiques modernes à tracer la médiatrice d'un segment, est décrite dans le Śulba-Sūtra de Kātyāyana de la manière suivante :
- prendre une corde dont la longueur est le double de la distance entre les deux piquets de la ligne Est-Ouest et en attacher les extrémités à ces piquets,
- tendre la corde vers le Sud et planter un piquet en son milieu,
- faire de même vers le Nord,
- la ligne joignant les deux derniers piquets est alors la ligne Nord-Sud.

#### Construction d'un angle droit
Les Śulba-Sūtras décrivent également des méthodes permettant de tracer un angle droit. L'une d'entre elles est :
- prendre une corde de la longueur voulue,
- tracer la ligne Est-Ouest de même longueur que la corde,
- augmenter la longueur de la corde de sa moitié,
- faire une marque à un sixième du début du dernier tiers obtenu par cet ajout,
- fixer les extrémités de la corde aux extrémités de la ligne Est-Ouest,
- tendre la corde vers le Sud en tenant la marque, et faire une marque au point ainsi atteint.

Cette méthode est basée sur la réciproque du théorème dit de Pythagore et fait intervenir le triplet pythagoricien (5,12,13). Des méthodes similaires, mais avec d'autres coefficients, sont utilisées.

#### Construction d'un carré

Une des méthodes de construction d'un carré décrite dans les Śulba-Sūtras

Plusieurs méthodes permettant de construire un carré à l'aide de cordes et de piquets sont décrites dans les Śulba-Sūtras. Outre celles se basant sur la construction d'angles droits, on peut citer :
- tracer la ligne Est-Ouest et planter un piquet en son centre,
- prendre une corde de longueur égale au côté du carré voulu,
- tracer grâce à la corde pliée en deux un cercle autour du piquet,
- planter des piquets aux intersections de ce cercle avec la ligne Est-Ouest,
- tracer autour de ces deux piquets deux cercles grâce à la corde entière,
- tracer la ligne entre les points d'intersection de ces cercles,
- planter des piquets aux points d'intersection de cette ligne avec le premier cercle,
- tracer autour du piquet de l'Est un cercle grâce à la moitié de la corde,
- faire de même autour des piquets du Sud, de l'Ouest et du Nord,
- les points d'intersection (externes) de ces cercles forment alors le carré voulu.

### Transformation de figures
Les transformations de figures sont particulièrement importantes dans les Śulba-Sūtras. Les paragraphes qui suivent en présentent quelques exemples.

#### Somme et différence de deux carrés

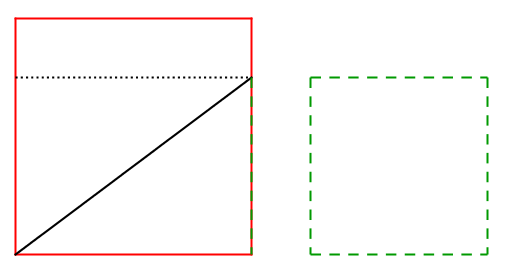
Illustration de la méthode de construction d'un carré d'aire égale à la somme des aires de deux carrés décrite dans les Śulba-Sūtras

Une première transformation décrite dans les Śulba-Sūtras consiste à construire un carré d'aire égale à la somme des aires de deux autres carrés. La méthode donnée pour cela est :
- prendre dans le grand carré une bande de largeur le côté du petit carré,
- le carré ayant pour côté la diagonale du rectangle ainsi obtenu a alors la propriété voulue.

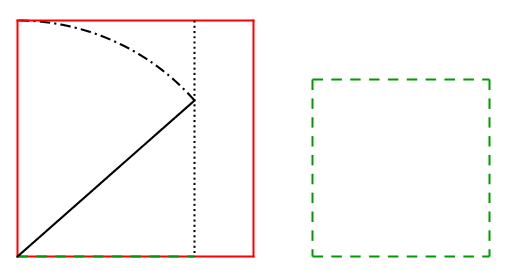
Illustration de la méthode de construction d'un carré d'aire égale à la différence des aires de deux carrés décrite dans les Śulba-Sūtras

Une deuxième transformation consiste à construire un carré d'aire égale à la différence des aires de deux autres carrés. La méthode est cette fois :
- prendre dans le grand carré une bande de largeur le côté du petit carré,
- faire pivoter l'une des longueurs de cette bande jusqu'à ce que son extrémité tombe sur l'autre longueur,
- le carré ayant pour côté le segment d'extrémités le point d'intersection et l'extrémité de la longueur située sur le même côté que le point autour duquel on a pivoté a alors la propriété voulue.

Ces deux règles sont basées sur le théorème dit de Pythagore.

#### Transformation d'un rectangle en carré

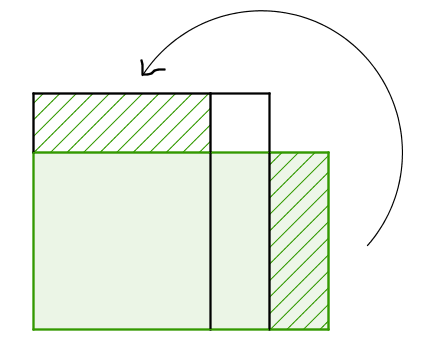
Illustration de la méthode de construction d'un carré d'aire égale à celle d'un rectangle décrite dans les Śulba-Sūtras

Une autre transformation décrite dans les Śulba-Sūtras est la transformation d'un rectangle en un carré de même aire. Voici la méthode proposée :
- prendre dans le rectangle un carré ayant pour côté la largeur du rectangle,
- diviser la bande restante en deux parallèlement aux largeurs,
- placer ces deux morceaux le long de deux côtés adjacents du carré,
- compléter le gnomon obtenu en un carré,
- construire grâce à la méthode appropriée un carré égal à la différence du grand carré ainsi obtenu et du petit carré ajouté.

#### Transformation d'un carré en cercle et d'un cercle en carré
Une autre transformation requise par les constructions d'autels est la transformation d'un carré en un cercle de même aire (circulature du carré). Ceci ne pouvant être réalisé de manière exacte avec des cordes et des piquets, les Śulba-Sūtras contiennent une règle permettant de réaliser cette construction de manière approchée :
- tendre une corde entre le centre du carré et l'un de ses sommets,
- la faire pivoter jusqu'à ce qu'elle soit perpendiculaire à l'un des côtés,
- tracer alors un cercle ayant comme rayon le demi-côté du carré plus un tiers de la différence entre la demi-diagonale et le demi-côté.

La transformation inverse, celle d'un cercle en un carré de même aire (quadrature du cercle), donne également lieu à une construction approchée bien qu'elle semble ne pas avoir d'applications sacrées :
- diviser le diamètre du cercle en 15,
- retirer deux des quinze parts ainsi obtenues,
- prendre le reste comme côté du carré.

Cette règle possède des variantes, basées sur le même principe mais avec des coefficients différents.

#### Autres transformations
Les Śulba-Sūtras décrivent également les transformations suivantes : transformer un carré en rectangle, transformer un rectangle ou carré en trapèze et inversement, transformer un carré en triangle isocèle et inversement, transformer un losange en rectangle, combiner plusieurs carrés de même taille en un carré et diviser un carré en plusieurs carrés de même taille.

### Propriétés géométriques utilisées dans les constructions et transformations
Dans les constructions décrites par les Śulba-Sūtras interviennent de nombreuses propriétés mathématiques. Certaines, comme le théorème dit de Pythagore, sont énoncées explicitement, mais la plupart ne le sont pas et ne transparaissent qu'implicitement.

#### «Théorème de Pythagore»
Ce que nous appelons aujourd'hui le théorème de Pythagore, et que les historiens appellent plus volontiers théorème du carré de la diagonale dans ce contexte, est explicitement formulé dans les Śūlba-Sūtras de la manière suivante :
«La diagonale du carré produit le double de l'aire.» (Śulba-Sūtras de Baudhāyana - 1.9)
«Les aires produites respectivement par la longueur et la largeur d'un rectangle donnent ensemble l'aire produite par la diagonale.» (Śūlba-Sūtras de Baudhāyana - 1.12)
On note que, contrairement à ce dont nous avons l'habitude, ce résultat n'est pas énoncé pour les triangles rectangles mais pour les carrés et les rectangles. Il est par exemple utilisé dans la construction d'un carré égal à la somme ou la différence de deux carrés.
La réciproque de ce théorème n'est pas formulée explicitement mais est aussi utilisée, notamment dans les constructions d'angles droits.

#### Calculs d'aires
Les Śulba-Sūtras témoignent de la connaissance d'un certain nombre de relations entre aires et longueurs. Ils contiennent notamment des déterminations d'aires de carrés, trapèzes isocèles, triangles isocèles, triangles rectangles et losanges.

#### Propriétés spatiales des figures planes
On trouve également dans les Śulba-Sūtras  de nombreuses propriétés des figures planes utilisées implicitement. Certaines constructions utilisent le fait qu'un cercle est le lieu des points à une même distance d'un point donné ou que la médiatrice d'une ligne est le lieu des points à même distance de ses deux extrémités. La connaissance de nombreuses relations entre les côtés et les diagonales transparait aussi, comme le fait que les diagonales d'un rectangle se coupent en leur milieu et le divisent en quatre parties égales, ou que les diagonales d'un losange se coupent en leur milieu à angle droit.

#### Propriétés des figures semblables
Les Śulba-Sūtras appliquent deux propriétés importantes des figures semblables, à savoir que les côtés et les lignes se correspondant dans des figures semblables sont proportionnels, et que les aires des figures semblables sont dans le même rapport que les carrés de leurs côtés.

### Approximations rationnelles
Certaines règles de transformation des figures impliquent ce que nous appellerions aujourd'hui des approximations de nombres irrationnels, par exemple :
- Certaines constructions impliquent que la diagonale d'un carré a pour longueur son côté plus un tiers plus un quart du tiers moins un trente-quatrième de cette dernière quantité, ce que l'on peut voir comme l'approximation de la racine carrée de deux : {\displaystyle {\sqrt {2}}\approx 1+{\dfrac {1}{3}}+{\dfrac {1}{3\times 4}}-{\dfrac {1}{3\times 4\times 34}}\approx 1,4142157}.
- Le côté du carré de même aire qu'un cercle est 13/15 du diamètre du cercle, ce que l'on peut traduire par l'approximation du nombre π : {\displaystyle \pi \approx \left({\dfrac {2\times 13}{15}}\right)^{2}\approx 3,004}.
- Le côté du carré de même aire qu'un cercle est {\displaystyle {\dfrac {7}{8}}+{\dfrac {1}{8\times 29}}-\left({\dfrac {1}{8\times 29\times 6}}-{\dfrac {1}{8\times 29\times 6\times 8}}\right)} de son diamètre, ce qui donnerait une approximation de l'ordre de {\displaystyle \pi \approx 3,008}.

Les Śulba-Sūtras témoignent de plus de la conscience que certaines de ces approximations sont plus précises que d'autres. Il n'existe aucune indication sur la façon dont ces approximations ont été obtenues, ni dans les Śulba-Sūtras, ni dans les textes autour de ceux-ci.
L'approximation de 13/15 pour le rapport du côté du carré au diamètre d'un cercle de même aire n'est pas très bonne, l'erreur est de plus de 4 %, mais elle semble avoir été la plus utilisée, l'autre approximation est plus précise, mais avec une erreur encore de 1,7 %, et curieusement les deux premiers termes de la somme donneraient une meilleure approximation.

L'approximation pour la diagonale du carré est bien meilleure :  on a en fait √2 ≈ 1,4142136 à 10−7 près. Mais rien n'indique dans les Śulba-Sūtras que la recherche de la précision ait été un enjeu, et c'est la seule qu'on y trouve de ce niveau d'exactitude. L'approximation 1 + 5/12 y est d'ailleurs aussi utilisée.
Sur les seuls témoignages de cette approximation, et du fait qu'au moins dans la Śulba-Sūtra de Kātyāyana il est précisé qu'elle n'est pas exacte, certains historiens des sciences, en particulier à la fin du XIXe et au début du XXe siècle  ont déduit que l'irrationalité de la racine carrée de deux était connues des auteurs des Śulba-Sūtras, mais cela ne paraît plus guère défendu aujourd'hui.

## Origine et postérité

### Faits et hypothèses sur l'origine des Śulba-Sūtras
De nombreux historiens ont tenté de proposer des hypothèses sur l'origine des règles présentées dans les Śulba-Sūtras. Cette section en mentionne quelques-unes, mais aucune n'est explicitement confirmée par les textes.
Tout d'abord, des similitudes peuvent être relevées entre les Śulba-Sūtras et les Éléments d'Euclide : le théorème dit de Pythagore qui est énoncé dans les Śulba-Sūtras fait l'objet de la proposition I.47 des Éléments, le problème de la construction des figures égales en aires est au cœur de ces deux traités, et la construction des figures géométriques à la corde et au piquet dans les Śulba-Sūtras peut être rapprochée des constructions à la règle et au compas dans les Éléments.
Cependant, il semblerait que certaines propriétés géométriques, comme le théorème dit de Pythagore, aient été déjà connues au moment de la rédaction de textes védiques plus anciens que les sūtras, les brahmanas et les sahmitas, bien qu'elles n'y soient pas explicitées. Comme ces textes sont antérieurs aux premiers textes mathématiques grecs, cela excluerait que la géométrie des Śulba-Sūtras ait son origine dans ces textes grecs. L'origine grecque a également été rejetée pour une raison différente : les Éléments sont un traité abstrait très éloigné de par le style et les méthodes de la tradition des Śulba-Sūtras, et il aurait été difficile pour les auteurs de ces derniers d'y puiser des informations.
Des historiens ont également envisagé que certaines connaissances mathématiques des Śulba-Sūtras puissent provenir de Mésopotamie, puisque le théorème dit de Pythagore est attesté dans les textes mathématiques paléo-babyloniens datant du début du deuxième millénaire av. J.-C. Cette hypothèse a été rejetée, mais des travaux ultérieurs semblent invalider l'argument utilisé pour cela. La question semble donc rester ouverte.
Enfin, une dernière hypothèse proposée est que les Aryens, qui auraient envahi l'Inde vers 1500 av. J.-C., aient importé ces rituels géométriques du Proche-Orient. Des connaissances sumériennes pourraient alors être la source commune aux Śulba-Sūtras, aux mathématiques paléo-babyloniennes et au Pythagoriciens, mais cela est loin d'être avéré.

### Postérité des Śulba-Sūtras dans les mathématiques sanskrites
Aucun texte mathématique en sanskrit parvenu jusqu'à nous ne permet de relier directement les Śulba-Sūtras aux travaux ultérieurs, composés à partir du milieu du premier millénaire apr. J.-C. On retrouve cependant parfois des similitudes entre les mathématiques de ces deux époques, comme l'utilisation abondante du théorème dit de Pythagore ou l'emploi des mêmes termes géométriques. De plus, les traités d'architecture des époques postérieures emploient des méthodes très semblables à celles décrites dans les Śulba-Sūtras.